# Klaus Peter Rauen
Klaus Peter Rauen (* 16. April 1935 in Düsseldorf; † 8. Mai 2018 in Bonn) war ein deutscher Politiker (CDU).

## Leben
Rauen studierte Rechtswissenschaften und wurde 1963 an der Universität zu Köln mit einer Arbeit über das Auskunftsrecht des Aktionärs im italienischen Recht zum Dr. iur. promoviert. Nach dem zweiten juristischen Staatsexamen folgte eine anwaltliche und richterliche Tätigkeit beim Landgericht Bonn. 1965 wechselte Rauen in den kommunalen Dienst und wirkte in verschiedenen Führungsaufgaben, u. a. von 1973 bis 1986 als Schul- und Jugenddezernent und anschließend bis 1991 als Stadtdirektor in Bonn. Er war von 1991 bis 2000 Oberbürgermeister der Stadt Halle (Saale); seine Nachfolge trat Ingrid Häußler an. Sein Rückzug aus der Politik war erzwungen, da Sachsen-Anhalt seinen Oberbürgermeistern das Ausscheiden mit 65 vorschreibt. Seit seiner Pensionierung im Jahr 2000 war Rauen in Halle wieder als Anwalt tätig.
Rauen setzte sich während seiner Amtszeit u. a. für die Sanierung des Altstadtkerns von Halle, die Neugestaltung des heutigen Stadtteils Heide-Süd und nach seiner Amtszeit gegen die Schließung des Waggonbaus Ammendorf ein. Er übernahm den Vorsitz im Kuratorium 1200 Jahre Halle e. V. für das Stadtjubiläum 2006.

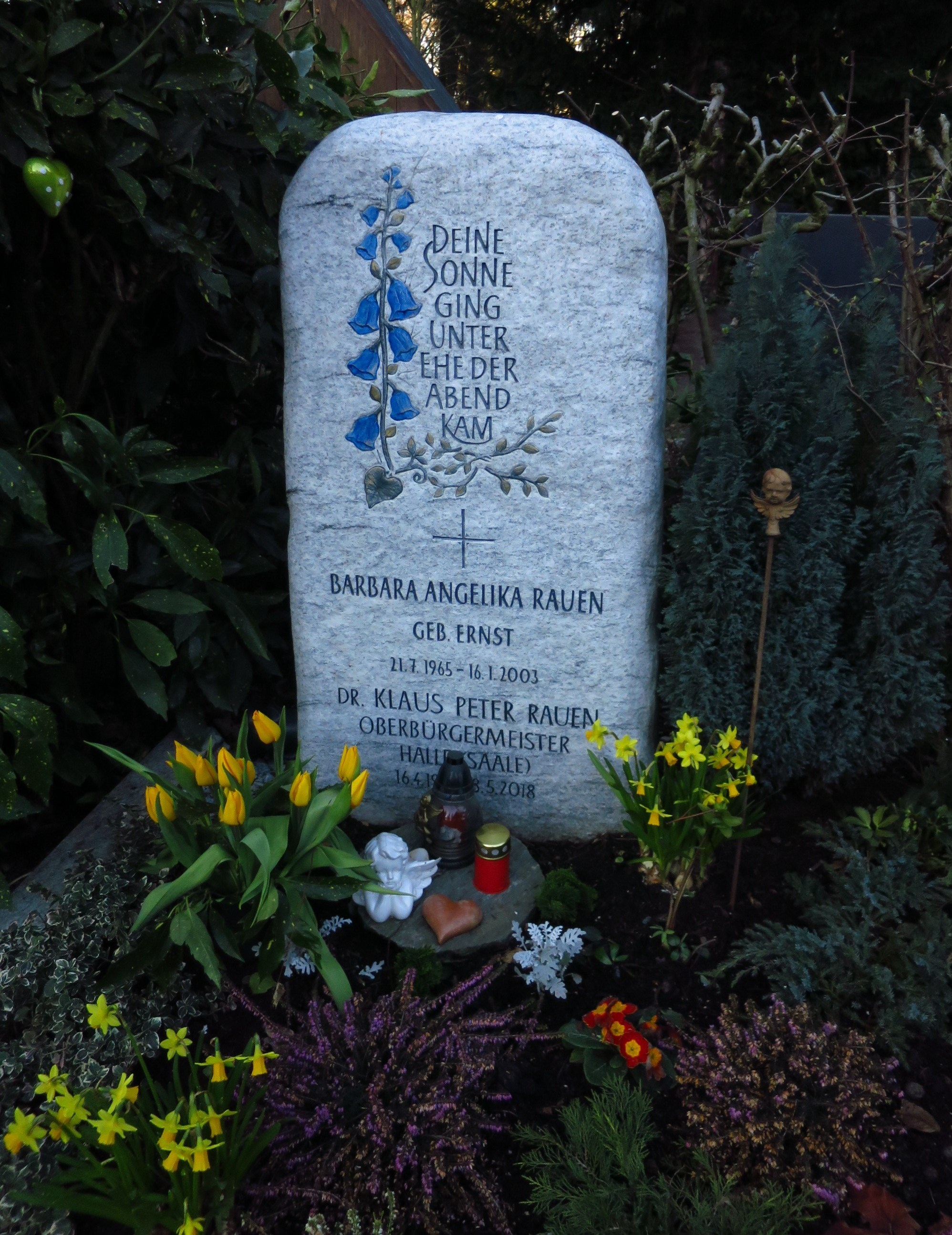
Grabstätte Rauen

Rauen war Vorstandsrat des Institut für Wirtschaftsforschung Halle (IWH). Er war seit 1955 Mitglied der katholischen Studentenverbindung K.D.St.V. Alania Bonn, später auch der K.D.St.V. Rheno-Saxonia (Köthen) zu Halle, alle im CV.
Die Gründung der „Stiftung Volkssolidarität Halle“ wurde von ihm mit auf den Weg gebracht. Nach Beschluss der Mitgliederversammlung vom 16. Oktober 2012 erlangte sie Rechtswirksamkeit zum 1. Januar 2013.
Rauen starb in der Nacht zum 9. Mai nach langer schwerer Krankheit. Er wurde am 22. Mai auf dem Kölner Friedhof Melaten (Flur 32 Nr. 190/192) im Grab seiner verstorbenen Frau Barbara Angelika geb. Ernst (1965–2003) beigesetzt.

## Auszeichnungen
- 1993: Bundesverdienstkreuz,
- 2000: Bundesverdienstkreuz 1. Klasse[5]

## Veröffentlichungen
- Klaus Peter Rauen: Halle im Wandel : Reden von 1991 – 2000. mdv Mitteldeutscher Verlag, Halle (Saale), 2001, ISBN 978-3-89812-106-4